# Cicindela hamata
Cicindela hamata este o specie de insecte coleoptere descrisă de Jean Victor Audouin ug Gaspard Auguste Brullé în anul 1839. Cicindela hamata face parte din genul Cicindela, familia Carabidae.

## Subspecii
Această specie cuprinde următoarele subspecii:
- C. h. lacerata
- C. h. monti